# Jeremy Kindel
Jeremy Kindel (* 27. Mai 2004 in Berlin) ist ein deutscher Hörspiel- und Synchronsprecher.

## Leben
Jeremy Kindel wurde 2004 in Berlin geboren und wirkte seit 2015 in mehreren Serien und Filmen als Synchronsprecher mit. Bekanntheit erlangte er vor allem durch seine Synchronrolle als „Sheldon Cooper“ für Iain Armitage in Young Sheldon und als „Tim Templeton“ in der Serie The Boss Baby: Wieder im Geschäft.

## Synchronisationen

### Filme
- 2016: als Junge#3 in Rendezvous mit einem Eisbär[2]
- 2016 (Synchronisation: 2019): als Sam für Parker Contreras in Get a job

### Serien
- 2015: als Jimmy (jung) in Better Call Saul für Cole Whitaker
- 2015: als Thomas Kramer in Chicago Med für Paxton Singleton
- 2017–2019: als Frank Castle Jr. in Marvel’s The Punisher für Aidan Pierce Brennan
- 2017–2018: als Sheldon Cooper (1. Stimme) in Young Sheldon für Iain Armitage
- 2018–2020: als Tim Templeton (1. Stimme) in The Boss Baby: Wieder im Geschäft für Pierce Gagnon
- 2018: als Oliver Ellis in The Crossing für Christian Michael Cooper

## Hörspiele (Auswahl)
- 2018: Rusalka Reh: Pizzicato Wundergeige (Dariusch) – Regie: Robert Schoen (Hörspielbearbeitung, Kinderhörspiel – RBB)